# Zyklomatische Zahl
Die zyklomatische Zahl ist ein Begriff aus dem mathematischen Teilgebiet der Graphentheorie.

## Definition
Sei {\displaystyle G} ein Graph. Die Anzahl der Basiselemente einer Zyklenbasis, also die Dimension des Zyklenraumes von {\displaystyle G} heißt zyklomatische Zahl. Sie wird auch Index des Graphen genannt.

## Eigenschaften
- Der Index ist nie negativ und verschwindet genau dann, wenn es sich bei dem Graphen um einen Wald handelt.
- Der Index ist nie größer als die Anzahl der Zyklen des Graphen und ist genau dann gleich dieser Anzahl, wenn es sich um einen Kaktusgraph handelt.
- Die zyklomatische Zahl kann durch die Formel

{\displaystyle \mu (G):=|E(G)|-|V(G)|+\kappa (G)}
berechnet werden, dabei bezeichnet {\displaystyle |E(G)|} die Anzahl der Kanten (engl. edges), {\displaystyle |V(G)|} die Anzahl der Knoten (engl. vertices) und {\displaystyle \kappa (G)} die Anzahl der Zusammenhangskomponenten des Graphen.